# En hyldest til de gamle, eller: Satie i høj sø
En hyldest til de gamle, eller: Satie i høj sø er en dansk kortfilm fra 1974, der er instrueret af Peter Thorsboe.

## Handling
Denne artikel mangler et handlingsreferat. Hjælp os med at skrive det.

## Medvirkende
- Hans W. Petersen - Eric Satie
- Lulu Ziegler - Gertrude Stein